# 布伦顿·特雷尔
布伦顿·特雷尔（英語：Brenton Terrell，1961年7月26日—），澳大利亚男子赛艇运动员。他曾代表澳大利亚参加1986年英联邦运动会赛艇比赛，获得一枚银牌。他也曾参加1988年夏季奥运会。